# Irish Bay
Irish Bay is een kleine baai in de Canadese provincie Newfoundland en Labrador. De inham ligt in het uiterste noorden van het eiland Newfoundland. Ze had historisch belang als vestigingsplaats van Franse vissers.

## Geografie
Irish Bay ligt aan de oostkust van het Great Northern Peninsula, in het uiterste noorden van Newfoundland. Het is een zuidelijke zijarm van Croque Harbour, een grote natuurlijke haven.
De baai heeft een 1,35 km brede toegang die zich tussen het westelijke Blanche Point en het oostelijke Windy Point bevindt. De baai reikt in zuidzuidwestelijke richting anderhalve kilometer ver in het binnenland. Het uiteinde van de baai is opgesplitst in twee verschillende kleine inhammen door de aanwezigheid van twee centrale eilandjes met bijhorende ondiepten. Halverwege de baai, aan westelijke zijde, ligt nog La Baleine Rock. Aan het uiteinde van de baai bevindt zich het spookdorp Southwest Croque. 

## Geschiedenis
Het aan Irish Bay gelegen Southwest Croque was reeds in de vroege 17e eeuw een belangrijke seizoensgebonden vissersnederzetting aan de zogenaamde Franse kust van Newfoundland. In die tijd had de plaats twee namen, Le Petit-Maître en La Plaine, respectievelijk voor de fishing room (gebouwen) aan het westelijke en oostelijke inhammetje van Irish Bay. In 1958-59 werd Southwest Croque in het kader van de politiek van hervestigingen in Newfoundland definitief verlaten. In de 21e eeuw zijn blijven er nog een paar gebouwen en andere constructies over.